# Vale de Amoreira
Vale de Amoreira ist eine Gemeinde (Freguesia) im portugiesischen Kreis Manteigas. In ihr leben 208 Einwohner (Stand 19. April 2021).